# Campionato panellenico di pallacanestro 1950-1951
Il campionato panellenico 1950-1951 è stata la 13ª edizione del massimo campionato greco di pallacanestro maschile. La vittoria finale è stata ad appannaggio del Panathīnaïkos.

## Risultati

### Stagione regolare
|    | Squadra                | G | V | P | PF  | PS  | Pt. |
| -- | ---------------------- | - | - | - | --- | --- | --- |
| 1. | Panathīnaïkos          | 6 | 6 | 0 | 297 | 188 | 18  |
| 2. | Panellīnios            | 6 | 5 | 1 | 323 | 255 | 16  |
| 3. | Olympiakos             | 6 | 4 | 2 | 279 | 215 | 14  |
| 4. | XAN Salonicco          | 6 | 3 | 3 | 231 | 217 | 12  |
| 5. | Sporting Atene         | 6 | 2 | 4 | 279 | 247 | 10  |
| 6. | Skagiopoúleio Pátrasso | 6 | 1 | 5 | 188 | 265 | 8   |
| 7. | Tríton                 | 6 | 0 | 6 | 143 | 353 | 6   |

| Campionato panellenico 1950-1951 |
| -------------------------------- |
| Panathīnaïkos 4º titolo          |

## Formazione vincitrice
| N° | Naz.              | Ruolo | Sportivo             |  | Alt. |  |
| -- | ----------------- | ----- | -------------------- |  | ---- |  |
|    | Grecia (bandiera) | C     | Faidōn Matthaiou     |  |      |  |
|    | Grecia (bandiera) |       | Giannīs Lamprou      |  |      |  |
|    | Grecia (bandiera) |       | Stelios Arvanitīs    |  |      |  |
|    | Grecia (bandiera) |       | Nikos Mīlas          |  |      |  |
|    | Grecia (bandiera) |       | Giorgos Oven         |  |      |  |
|    | Grecia (bandiera) |       | Fanis Theofanis      |  |      |  |
|    | Grecia (bandiera) |       | Kaligeris            |  |      |  |
|    | Grecia (bandiera) |       | Tripos               |  |      |  |
|    | Grecia (bandiera) |       | Vithipoulias         |  |      |  |
|    | Grecia (bandiera) |       | Konidis              |  |      |  |
|    | Grecia (bandiera) |       | Filipou              |  |      |  |
|    | Grecia (bandiera) |       | Yiaximis             |  |      |  |
|    | Grecia (bandiera) |       | Genimatas            |  |      |  |
|    | Grecia (bandiera) | All.  | Missas Pantazopoulos |  |      |  |